# 児玉れな
児玉 れな（こだま れな、1999年12月12日 - ）は、日本のAV女優。元NAXプロモーション所属。

## 来歴
2020年2月、S1 NO.1 STYLE専属女優としてAVデビュー。
2020年8月、デジタル写真集制作を目的にクラウドファンディングを開催。
2021年6月、マドンナ専属となる。その後2022年1月より企画単体として活動。
2023年12月28日、NAXプロモーション退所を報告。以後はフリーランスで活動する。

## 人物
カラオケ・料理・ペン習字など様々な趣味をも持ち、スポーティなイメージの反面、家庭的で可愛らしい面も持ち合わせている。
困り顔で口下手、学生時代はバレーボールひと筋で、「男性が苦手」を克服するためにAV出演を決意。
独特のおしとやかな雰囲気と、作品になると激しく性欲を爆発させるギャップがファンからの支持を得ている。
感じる体位は騎乗位。

## 出演作品

### アダルトビデオ
- 新人 NO.1STYLE 児玉れな AVデビュー（2月7日、S1 NO.1 STYLE）
- SEXの天才ボーイッシュ少女 児玉れな 潮吹き! 膣中イキ! めちゃ絶頂! 初体験3本番スペシャル（3月7日、S1 NO.1 STYLE）
- 交わる体液、濃密セックス 完全ノーカットスペシャル（4月7日、S1 NO.1 STYLE）
- 激イキ110回! 痙攣4500回! イキ潮1500cc! SEXの天才ボーイッシュ少女 エロス覚醒 はじめての大・痙・攣スペシャル（5月7日、S1 NO.1 STYLE）
- 腰使いの天才児玉れなの全力イクイク騎乗位（6月7日、S1）
- 絶頂してピクピクしているおま●こを容赦なく突きまくる怒涛のおかわり激ピストン性交（7月7日、S1 NO.1 STYLE）
- 彼女の絶倫妹がムラムラし過ぎててヤバい… 汗だくでヤリまくった彼女不在の3日間（10月7日、S1 NO.1 STYLE）
- ボーイッシュ部活少女と中年コーチが夏合宿で相部屋に… 性欲盛り女生徒が逆夜這いして10発射精の絶倫性交（11月7日、S1 NO.1 STYLE）
- 異常なる大量失禁! 体内水分尽きるまで潮・愛液・おしっこ 快楽汁全部出しガチイキ性交（12月7日、S1 NO.1 STYLE）

- 嵐の夜に大嫌いな担任教師とまさかの校内2人きり帰宅難民… 濡れ透け女子生徒は担任オヤジのキモいセクハラ愛撫に感じてしまいそのまま朝までハメられイカされまくった（1月7日、S1 NO.1 STYLE）
- 新人マネージャーだから普段は明るく振舞っていたけど 本当は生理的に受け付けない巨漢先輩部員たちが試合後、アドレナリン急上昇状態で…（2月7日、S1 NO.1 STYLE）
- 児玉れな初ベスト S1デビュー1周年8時間スペシャル（2月19日、S1 NO.1 STYLE）※ベスト盤、Blu-ray版同時リリース
- 【※異常なる大絶頂】エロス最大覚醒! 性欲が尽き果てるまで怒涛のノンストップ本気性交（3月7日、S1 NO.1 STYLE）
- ※台本一切無し!! ハメ撮り! すっぴん! 何でもアリ! 児玉れなのスケベ本性剥き出しSEX!! ガチで二人きりの温泉旅行でヤリまくった生々しすぎる超レアなエロス200%動画（4月7日、S1 NO.1 STYLE）
- 白濁媚薬ローションが最高にキマる無限ぬるぬるオーガズム性交（5月7日、S1 NO.1 STYLE）
- 押しに弱くてイヤだと言えない制服少女とエロ整体師（6月7日、S1 NO.1 STYLE）
- 電撃移籍 Madonna専属 児玉れな 身も心も成熟してゆく超濃密3本番スペシャル（7月7日、マドンナ）
- 電撃移籍第2弾!! 抱かれたくない男に死にたくなるほどイカされて（7月30日、マドンナ）
- デビューから1年半… 待望の中出し解禁!! 夫と子作りSEXをした後はいつも義父に中出しされ続けています…（9月10日、マドンナ）
- 私は真夏のあの日から、元カレにハメ撮りされ続けて―。 消せない過去、崩れ去った平穏な日常。（10月12日、マドンナ）
- S級専属・児玉れな×熟れコミ 原作：多摩豪 破滅の一手 ～苦悩と快楽の果てに人妻女教師が選んだ最悪のシナリオ～（12月14日、マドンナ）※Blu-ray版同時発売

- 町内キャンプNTR テントの中で中出しされた妻の衝撃的寝取られ映像（1月11日、マドンナ）
- 堕とされた巨乳見習い若女将（1月25日、オーロラプロジェクト・アネックス）
- 女子〇生限定 彼女さん!彼氏のチ○ポ当ててください!! シリーズ最多!!おち〇ぽ総数25本6名出演全員SEXの特別版【マジックミラー号25周年記念作品】（1月27日、SODクリエイト）
- 昏睡中出しレ○プ 狙われた女子○生、れな。（2月3日、MILK）
- 隠れ巨乳Fcup貧乏劇団員… 最後まで撮らせてくれたら生活もアソコも潤うよ! 最高にヨガり喘ぎ絶頂しまくり! 中出しアルバイト（2月15日、FOCUS）
- 120％リアルガチ軟派伝説 105＋未公開映像DVD付き（2月18日、プレステージ）
- 鬼畜絶倫先生たちの乱交サークルに捕まった性欲処理用制服美少女 「イキ過ぎて立ってられないの!」 肉感ドMの腰砕け絶頂!（2月22日、オーロラプロジェクト・アネックス）
- 俺の自慢の嫁は上司の女だった。その関係は今でも続いていた。（2月22日、マザー）
- 禁断のリアル近親相姦 美人姉弟がHミッションに挑戦したら…超絶倫の弟がガチ発情! 「お母さんに言えないっ!」と戸惑う姉を無視して腰振りまくり! イキ過ぎ痙攣でグッタリしている姉を容赦なく犯し、何度も何度も中出し中出し中出し中出し!（2月25日、赤面女子）
- 完ナマSTYLE@児玉れな 私、もっとエッチな事知りたい… 大人びたグラマラスな身体を持つスポーツ系美少女に激しく中出しした（2月27日、First Star）
- 怪しい訪問員が家にやってきてデカ尻人妻に受信料の支払いを求める! それから毎日やってきて中出しセックスされまくることに…（3月1日、ミセスの素顔）
- まだキスさえしていない彼氏の目の前で…（3月8日、オーロラプロジェクト・アネックス）
- 羞恥 コロナ禍就職難で行われた会社への忠誠心が試される男女混合 内定者検診 2022 もなみ鈴 児玉れな 橘ひなの（3月10日、サディスティックヴィレッジ）
- ウソの企画で呼び出したEcup美女 児玉れなに即ハメ即尺SEX（3月16日、MAXING）
- 予約半年待ちリピ率100% 某メンズエステ店 密室×密着 イキ過ぎた禁断サービス ねっとり乳首責め編 その2（3月25日、DOC）
- 町内会専用肉便器巨乳妻 児玉れな（4月5日、グローリークエスト）
- いちゃラブ宅飲み濃厚べろちゅう密着せっくちゅ 児玉れなが彼女になった日（4月5日、桃太郎映像出版）
- 入院生活が長過ぎておばさん看護師の透けパン尻でも余裕で勃起してしまう僕 4（4月7日、LEO）
- 飛び込みセールス枕営業 押しに弱いセールスレディ 寝て仕事を取ってこい 児玉れな（4月12日、オーロラプロジェクト・アネックス）
- レズビアンに囚われた女潜入捜査官 ～謎の違法’ママ活’運営組織に単独潜入編～ 児玉れな 若宮はずき 永野つかさ（4月12日、ビビアン）
- ネズミ講式非道の連鎖! 下校中のお嬢様学校の女子○生! 巻き添えレ●プ! 4 「自分だけ不幸だと明日から学校行けないよね? 嫌いな子をもっと酷い目に合わせちゃいなよ?」と、表面上は仲良しだけど、心の底ではクソ嫌いな‘自称親友’を呼び出させ首絞め! 鬼イラマ! イカせる激ピスでエンドレス中出し 児玉れな / 雪乃える / 平川るる（4月21日、サディスティックヴィレッジ）
- 羞恥 生徒同士が男女とも全裸献体になって実技指導を行う質の高い授業を実践する看護学校実習 2022 児玉れな かぐや凛 朝倉ここな 広仲みなみ（4月21日、サディスティックヴィレッジ）
- 【女学生と過激性交】「イキ過ぎてマ○コもアタマもバカになっちゃうの!」＃オフパコ娘とホテルお籠もり淫乱絶頂SEX 児玉れな（4月26日、オーロラプロジェクト・アネックス）
- クレーム処理のため自らマネキンになった女上司 ～麗しのマネキン夫人外伝～ 児玉れな（5月3日、VENUS）
- ブラック部活顧問の放課後SEX特訓 バレーボール部エース 児玉れな（5月12日、ROCKET）
- 禁断介護 児玉れな（5月17日、グローリークエスト）
- 絶対本番禁止のデリヘル嬢にナマ中出し! 4 オイル素股でマ○コにチ○コを擦られてたら気持ち良すぎて思わずヌルっとナマ挿入! ダメよイヤよと嫌がりながら中出しされちゃう敏感おっぱい嬢（6月7日、グローリークエスト）
- えっ? 全員女性っ?! 薄着の引っ越し屋がデカ尻を目の前で振りまくって挑発するので我慢できずフル勃起!! バレないのを祈るしかないが無理っ!! （6月9日、LEO）
- やった～!? 両親が3日間旅行で家に居ないHしたがり幼馴染がM男くん呼び出して3日間ずっと!! すゅきすゅき甘サド責めでち●ぽイヂメて脳内トロトロ沼に堕とした記録 児玉れな（6月14日、ダスッ!）
- 誰も助けてくれない ゲス野郎に狙われた冷酷無比中出しレ●プ 児玉れな（6月16日、MAXING）
- 人妻の花びらめくり 児玉れな（6月21日、人妻援護会/エマニエル）
- 私立バブみヶ丘保育園 バブみ全開! 濃厚ベロチューとおっぱいで童貞君を優しく癒してくれる大人の保育園 れな先生（7月7日、MILK）

- おじさんの汚チ●ポと加齢臭が大好物 くっさい中年汁を全部ごっくん ド変態精飲女子●生 れな（2月2日、MILK）
- 私のパンツ見て興奮しないの? 小悪魔幼なじみが成長した美味しそうなカラダを見せつけてくるので我慢できずに勃起!ダメだよと言いつつも吐息をもらして感じだすので、そのまま中出しエッチしたら、1回だけでは許してくれず求め合った!（2月23日、SWITCH）
- 限界突破！媚薬で引き出す最高潮キメセクFUCK（4月16日、MAXING）
- 誰も助けてくれない ゲス野郎に狙われた冷酷無比中出しレ●プ（6月16日、MAXING）
- チャレンジ！タイマー電マ れな（6月17日、大洋図書）
- 乳首開発カルトに洗脳調教された美乳若妻（7月25日、SEX Agent/妄想族）

### VR
- ほぼノーカット【新機軸】交わる体液、濃密セックスVR（2021年2月23日、S1 NO.1 STYLE）
- 児玉れなマドンナVR初登場!!「遅いから泊まってイキなよ」 昔から好きだった新婚ほやほや幼馴染の家にお泊り!! ノーブラノーパン部屋着姿で無自覚誘惑してくる彼女に僕は…。（2021年11月17日、マドンナ）
- 3年3組れな (Eカップ) 放課後バイト ～エッチの練習としてアプリに登録した純真無垢な巨乳J●が初めての絶頂体験! 物静かな見た目とは裏腹に何度も襲い掛かる快楽に溺れ本能剥き出しで中出しを求めた! 児玉れな（2022年4月28日、TMA）
- 酔った勢いで行き遅れ女上司に手を出したボク人生を賭けた中出しチキンレースを挑まれて ムチ尻杭打ちピストンでガッツリ敗北射精しちゃった夜（2023年8月18日、AQUA＜アクア＞）

### イメージビデオ
- Rena 二十歳の誓い（2020年3月19日、REbecca）
- 黄昏のシンフォニア（2020年11月23日、INTEC Inc）
- 児玉れな（2021年2月26日、スパークビジョン）
- 夢の途中で（2022年1月28日、スパイスビジュアル）※篠田ななみ名義

## 書籍・出版

### 写真集
- 児玉れな写真集『Overcome』（2020年11月26日、ジーウォーク、撮影:14y.ムラミツ） ISBN 978-4-86717-105-9

### デジタル写真集
- Rena 二十歳の誓い（2020年8月11日、REbecca）
- FLOWER vol.01 児玉れな（2021年5月1日、ジーウォーク、撮影：14，yムラミツ）
- セクシーアクトレス 児玉れな（2021年6月3日、スパークビジョン）
- FLOWER 児玉れな vol.02～vol.06（2022年2月25日、ジーウォーク、撮影：14，yムラミツ）

### 雑誌
- 月刊FANZA 2020年4月号（ジーオーティー） - インタビュー「HATSUMONO!」
- FLASH 2020年4月21日号（光文社） - 袋とじ「人気AV女優は「ショートカットの時代」」

## 出演

### ウェブテレビ
- 給与明細 #111（2020年9月14日、ABEMA）[10]

### 舞台
- スナックNAXvol.1（2023年2月4日、レフカダ新宿）[11]